# یاکوبا استلما
یاکوبا استلما (انگلیسی: Jacoba Stelma; ۲ ژوئیهٔ ۱۹۰۷ – ۳۰ اوت ۱۹۸۷) ژیمناست هنری اهل هلند بود.